# Ranisch (Dialekt)
Der ranische Dialekt ist eine ausgestorbene Variante des Polabischen, der bis um 1400 von den Ranen, den damaligen slawischen Einwohnern Rügens und des gegenüberliegenden Küstenstreifens gesprochen wurde. Die Selbstbezeichnung der Ranen war Rȯjana, Rāna. Ihre auch „rugisch“ genannte Sprache gehört zum Polabischen und damit zur westlichen Gruppe der lechischen Sprachen.
Vom Ranischen sind keine Schriftzeugnisse überliefert, das Wissen über den ranischen Dialekt basiert daher nahezu ausschließlich auf Orts- und Personennamen slawischer Herkunft auf Rügen und in den angrenzenden Teilen des bis 1325 bestehenden Fürstentums Rügen, die ab dem hohen Mittelalter in großer Zahl überliefert sind. Die letzte bekannte Sprecherin des Ranischen ist im Jahre 1404 auf der Halbinsel Jasmund gestorben. 
Wichtige Arbeiten zur Erforschung des Ranischen haben in den 1920er und 1930er Jahren die polnischen Linguisten Józef Łęgowski, Tadeusz Lehr-Spławiński, Henryk Batowski und Tadeusz Milewski veröffentlicht.